# Taffel (instrument)

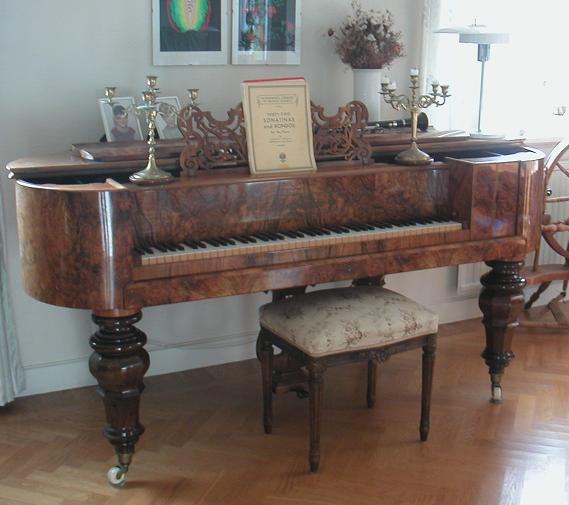
Taffel

Taffel är en beteckning på en typ av piano som konstruerades från 1700-talets andra hälft som ett mindre och lättare alternativ till de då nya större  flygelformade pianoinstrumenten. Länge gick bägge instrumenten under beteckningarna piano forte och fortepiano. Beteckningen taffelpiano dök upp på 1820-talet i Tyskland (Tafelklavier) och strax efter i Sverige. Taffelpianot har en liggande och mindre resonanslåda samt kortare strängar än det flygelformade instrumentet. De har också träram till skillnad från gjutjärnsramen i moderna pianon. Den fick sin huvudsakliga användning i de musikaliska salonger som uppstod under 1800-talet i den nyrika medelklassen men ersattes efterhand av pianot med vertikala strängar. Taffeln har en lättare och sprödare klang än dagens pianon och flyglar. Taffel är ett ganska ovanligt instrument.